# Torymus arrogans
Torymus arrogans is een vliesvleugelig insect uit de familie Torymidae. De wetenschappelijke naam is voor het eerst geldig gepubliceerd in 1907 door Schrottky.